# Félix Cossin
Félix Cossin de Chourses (21 janvier 1798, Nantes - 2 mai 1854, Nantes), est un homme politique français.

## Biographie
Félix Cossin est le fils de Félix Cossin (1762-1816), seigneur de Chources, négociant et armateur de corsaires et négrier nantais,, et d'Anne Julie Françoise Brée de La Touche. Il est le grand-père de Jules-Albert de Dion.

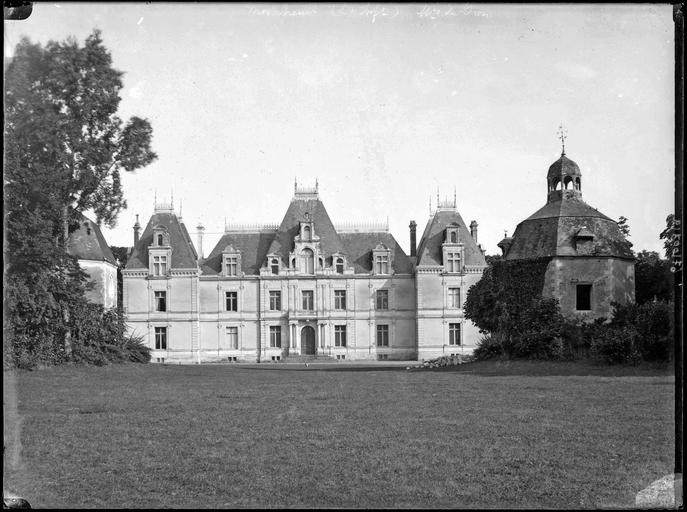
Le château de Maubreuil à Carquefou, qu'il hérite de son père en 1816.

Propriétaire terrien et maire de Carquefou, ainsi que conseiller général de la Loire-Inférieure pour ce canton, il était capitaine de la Garde mobile de Nantes. Le 4 novembre 1837, il est élu, comme libéral, député du 6e collège de la Loire-Inférieure (Paimbœuf). Il vote souvent dans la législature avec l'opposition et est au nombre des 213 députés qui repoussent l'adresse de 1839, favorable au ministère Molé. Il n'est pas réélu aux élections suivantes.

## Distinction
- Chevalier de la Légion d'honneur (12 mars 1831)[3]

## Sources
- « Félix Cossin », dans Adolphe Robert et Gaston Cougny, Dictionnaire des parlementaires français, Edgar Bourloton, 1889-1891 [détail de l’édition]